# Václav Snášel
Václav Snášel (* 2. srpna 1957 Tábor) je český informatik, matematik a vysokoškolský pedagog, od září 2017 rektor Vysoké školy báňské - Technické univerzity Ostrava.

## Život
Vystudoval Gymnázium Soběslav a následně v letech 1976 až 1981 obor numerická matematika na Přírodovědecké fakultě Univerzity Palackého v Olomouci (získal titul RNDr.). V letech 1983 až 1988 byl zaměstnán jako matematik-analytik a systémový programátor ve společnosti Farmakon Olomouc.
V roce 1988 začal pracovat v akademickém prostředí, stal se odborným asistentem na Katedře matematické informatiky PřF UP v Olomouci, kde působil až do roku 2000. Během této doby úspěšně obhájil práci v oboru algebra a teorie čísel na Přírodovědecké fakultě Masarykovy univerzity a stal se tak v roce 1991 kandidátem věd (CSc.). V letech 1998 až 2004 byl také spolumajitelem a jednatelem společnosti HaSaM (v roce 2004 podíl v této firmě prodal).
V roce 2000 se stal odborným asistentem na Katedře informatiky Fakulty elektrotechniky a informatiky Vysoké školy báňské - Technické univerzity Ostrava. Na VŠB–TUO se pak v roce 2001 habilitoval (tj. byl mu udělen titul doc.) a v roce 2006 získal profesuru. V obou případech v oboru informatika. V letech 2001 až 2009 působil také jako vědecký pracovník Ústavu informatiky Akademie věd ČR.
Z hlediska odborného zaměření se soustředí na dokumentografické informační systémy, znalostní systémy, ontologii, kompresi dat, XML, multiagentní systémy, teorii uspořádaných množin, konceptuální svazy a sémantický web.
V letech 2003 až 2010 zastával funkci proděkan pro vědu a výzkum na FEI VŠB–TUO a v letech 2010 až 2017 byl děkanem fakulty. Od roku 2011 byl také vedoucím výzkumného programu/laboratoře IT4Innovations.
V březnu 2017 byl ve druhém kole volby zvolen do funkce rektora Vysoké školy báňské - Technické univerzity Ostrava. V srpnu 2017 jej do funkce jmenoval prezident Miloš Zeman, a to s účinností od 1. září 2017.